# Serhiy Ralyuchenko
Serhiy Ralyuchenko (en ucraniano: Сергій Петрович Ралюченко; Kiev, RSS de Ucrania, 13 de noviembre de 1962-9 de diciembre de 2024) fue un futbolista y entrenador de fútbol ucraniano que jugó en la posición de centrocampista. Era el padre del también futbolista Andriy Ralyuchenko.

## Carrera como jugador
Alumno de la Universidad Estatal de Ciencias Aplicadas de Dynamo (Kiev). Los primeros entrenadores fueron Volodymyr Onyshchenko y Viktor Kaschei. Comenzó su carrera futbolística en el "Niva" de Vínnitsa, pero casi inmediatamente fue transferido al "Zirka" de Kirovohrad. En 1986, formó parte del Kyiv SKA y en 1987 se incorporó al Shakhtar Donetsk. Al final de la temporada de 1988, en la que jugaba en el Kirovohrad "Zirka", se trasladó al Kharkiv "Metalist". En el otoño de 1988, Serhii Ralyuchenko, como parte del Metalist, jugó sin sustituciones en los cuatro partidos del sorteo de la Recopa. En 1991 se fue a Polonia, donde jugó en los clubes "Stal" (Melets) y "Stillon". A principios de 1993 regresó a Ucrania, donde se convirtió en jugador del Tor. Después de eso, actuó en los clubes "Temp" (Shepetivka) , "Skala" (Stry) , "Vorskla" y "Naftovyk" (Okhtyrka). Terminó su carrera como jugador profesional en Kirovohrad "Zirka". En 1999 actuó en el club de aficionados "Energetik" (Komsomolsk).

## Carrera como entrenador
En noviembre de 1998, tras el final de su carrera como jugador, pasó a entrenar en "Metalista": primero como entrenador de "Metalista-2", luego, desde julio de 2005, como entrenador en jefe del doblete, habiendo ganado la "plata". (2006) y "bronce" con él (2008). En julio de 2009, Ralyuchenko fue invitado al cuerpo técnico del primer equipo. Trabajó en el departamento de selección del Metalist FC. Trabajó como asistente del entrenador del club de Járkov "Metalist 1925". 

## Familia
El hijo, Andriy Ralyuchenko, también se convirtió en futbolista.

## Carrera

### Jugador
| Periodo   | Club                             |
| --------- | -------------------------------- |
| 1980      | FC Bilshovyk Kyiv                |
| 1980      | FC Nyva Vinnytsia                |
| 1980-1985 | FC Zirka Kirovohrad              |
| 1986      | SKA Kyiv                         |
| 1987      | FC Shakhtar Donetsk              |
| 1988      | FC Zirka Kirovohrad              |
| 1988-1991 | FC Metalist Kharkiv              |
| 1991-1992 | Stal Mielec                      |
| 1992      | Stilon Gorzów Wielkopolski       |
| 1993      | FC Torpedo Zaporizhia            |
| 1993-1994 | FC Temp Shepetivka               |
| 1994      | FC Torpedo Zaporizhia            |
| 1995      | FC Skala Stryi                   |
| 1995–1996 | FC Vorskla Poltava               |
| 1996–1997 | FC Naftovyk Okhtyrka             |
| 1997–1998 | FC Zirka Kirovohrad              |
| 1997–1998 | → FC Zirka-2 Kirovohrad (cedido) |
| 1999      | FC Enerhetyk Komsomolske         |

### Entrenador
| Periodo   | Club                       |
| --------- | -------------------------- |
| 2015-2016 | FC Metalist Kharkiv sub-19 |
| 2018      | FC Metalist 1925 Kharkiv   |

## Logros
- Supercopa de la Unión Soviética (1): 1989